# 6126 Hubelmatt
6126 Hubelmatt eller 1989 EW1 är en asteroid i huvudbältet som upptäcktes den 5 mars 1989 av den tjeckiske astronomen Zdeňka Vávrová vid Kleť-observatoriet. Den är uppkallad efter Hubelmatt, en skola i den Schweiziska staden Luzern.
Asteroiden har en diameter på ungefär 5 kilometer.